# Yu Yu Hakusho
Yu Yu Hakusho är en japansk manga av Yoshihiro Togashi som släpptes år 1990. Mangan handlar om den tonårige bråkstaken Yusuke Urameshi. Mangan är en parafras på folksagan Urashima Tarō. Mangaserien tillsammans med animeserien har fått mycket positiva recensioner och har därmed sålts över 50 miljoner exemplar. År 1992 började Fuji television och Noriyuki Abe skapa en animeserie baserad på mangan som sedan blev dubbad till engelska av den amerikanska underhållningsföretaget Funimation.

## Handling
Yusuke Urameshi som går i en skola vid namn Sarayashiki Junior High vägrar bära skolans uniformer och han hamnar ofta i bråk med andra. Han har en barndomsvän Keiko, som ofta tjatar på honom om grejor. En dag då Yusuke bestämmer sig för att gå till skolan ändå, hamnar han i bråk med en lärare och lämnar skolan då han därefter också hamna i bråk med sin rival Kazuma Kuwabara. Efter en stunds vandrande får han syn på en liten kille, som spelar boll vid gatan. Yusuke skäller ut pojken om att det kan vara farligt att spela boll vid gatan och går vidare. Då han är över på andra sidan gatan, får han syn på pojken, som fortfarande spelar boll vid gatan. Då plötsligt rullar bollen ut på gatan och en röd bil dyker upp, vilken kör som en galning. Yusuke ser den lille pojken gå ut på gatan och springer för att stoppa honom. Han puttar undan pojken och blir själv påkörd av den röda bilen. Yusuke är död. Då träffar han liemannen Botan, som då förklarar hur det hela ligger till och berättar även att pojken inte skulle ha dött - den röda bilen hann svänga undan. Yusuke dog rent i onödan. Men det finns ett sätt att komma tillbaka till människornas värld. Kommer Yusuke att försöka?